# Institutioneller Flächenstaat
Als institutionellen Flächenstaat bezeichnet man einen mittelalterlichen bzw. (früh-)neuzeitlichen Staat, der über ein zusammenhängendes Territorium, sowie öffentliche Institutionen verfügt. Die politische Ordnung innerhalb eines institutionellen Flächenstaates definiert sich in erster Linie durch das zusammenhängende Territorium (vgl. auch Territorialstaat).
Entwickelt wurde der Begriff vom österreichischen Historiker Theodor Mayer und ist im Kontrast zum Personenverbandsstaat zu sehen.
Der Begriff setzte sich in den 1950er Jahren in der Forschung durch. Er ist dabei ein bewusster Anachronismus, da der darin enthaltene Begriff Staat erstmals in der italienischen Literatur des 15. Jahrhunderts nachweisbar ist. Aufgrund dieser Einschränkung hat sich die Unterscheidung zwischen den als Rechtsbewahrungsstaaten bezeichneten mittelalterlichen Herrschaftsverbänden (zu denen der institutionelle Flächenstaat zählt) und den (modernen) Gesetzgebungsstaaten herausgebildet.

## Entstehung des Begriffes
Der Begriff wurde in den 1930ern von Theodor Mayer entwickelt, um eine der Staatsformen des Mittelalters zu definieren. Dabei ist zu beachten, dass dieser nicht als Entwicklungsstufe, aufbauend auf seinen Begriffspartner, den Personenverbandsstaat, sondern als eigenständige Bezeichnung für Staatsformen, welche bis in die fränkische Zeit zurückreichen können, zu betrachten ist. Beide Formen können vielmehr gleichzeitig existieren (Gleichzeitigkeit des Ungleichzeitigen). Sehr wohl sieht Mayer aber idealtypisch einen Übergang vom aristokratischen, dezentralistischen zum zentralistisch feudalen Personenverbandsstaat hin zum modernen, anstaltlichen oder institutionellen Flächenherrschaftsstaat an.
Dem Begriffspaar Personenverbandsstaat/institutioneller Flächenstaat ging forschungsgeschichtlich die Unterscheidung zwischen genossenschaftlichem und herrschaftlichem Prinzip voran. In einen Staat herrsche laut Otto von Gierke immer ein Gegensatz und Miteinander dieser Prinzipien. Beide Ansätze sehen jedoch im genossenschaftlichen Prinzip bzw. im Personenverbandsstaat eine im Vergleich zum herrschaftlichen bzw. institutionellen Prinzip der Staatsverfassung niedere Entwicklungsstufe.

## Beispiele
Heute sind die meisten Staaten der Welt institutionelle Flächenstaaten.
Ein Land, das bereits seit dem frühen Mittelalter zu den institutionellen Flächenstaaten gezählt wird, ist England. Es wurde von einem Herrscher regiert, der die gesamte Staatsmacht innehatte. Parlamentarismus und die Bürokratisierung gelten – in England mustergültig ausgebildet – als Folgen der Ausbildung einer Institutionalisierung im Staatswesen, die diese gleichzeitig jedoch auch ausmachen.
Deutschland hat erst im späten 19. Jahrhundert, im Zusammenhang mit der Gründung des zweiten deutschen Kaiserreiches, die Entwicklung dieser Staatsform abgeschlossen.